# Patti Smith
Patricia Lee Smith (sinh ngày 30 tháng 12 năm 1946) là nhạc sĩ, nhà thơ và nghệ sĩ tạo hình người Mỹ, nổi tiếng khi là một trong những nhạc sĩ hàng đầu của làn sóng punk rock tại thành phố New York trong thập niên 1970 với album đầu tay của mình Horses (1975).
Smith được coi là ngôi sao của làn sóng thơ punk khi hòa trộn hài hòa nhạc rock với những bài thơ của mình. Ca khúc nổi tiếng nhất của bà là "Because the Night", đồng sáng tác với Bruce Springsteen, đạt vị trí số 13 tại Billboard Hot 100 vào năm 1978 và số 5 tại Anh vào năm 2005. Smith từng được Bộ Văn hóa của Pháp trao tặng Huân chương Nghệ thuật và Văn chương. Năm 2007, bà được vinh danh tại Đại sảnh Danh vọng Rock and Roll.
Ngày 17 tháng 11 năm 2010, Smith giành giải National Book Award cho cuốn hồi ký Just Kids. Cuốn sách là một trong những lời hứa của bà với người bạn trai cũ lâu năm Robert Mapplethorpe. Bà được tạp chí Rolling Stone xếp hạng thứ 47 trong danh sách "100 nghệ sĩ vĩ đại nhất" vào tháng 12 năm 2010 và nhận Giải thưởng âm nhạc Polar vào tháng 2 năm 2011.

## Danh sách đĩa nhạc
Album phòng thu
- Horses (1975)
- Radio Ethiopia (1976)
- Easter (1978)
- Wave (1979)
- Dream of Life (1988)
- Gone Again (1996)
- Peace and Noise (1997)
- Gung Ho (2000)
- Trampin' (2004)
- Twelve (2007)
- Banga (2012)

## Sách
- Seventh Heaven (1972)
- Early Morning Dream (1972)
- A Useless Death (1972)
- Witt (1973)
- The Night (1976) cùng Tom Verlaine
- Ha! Ha! Houdini! (1977)
- Babel (1978)
- Woolgathering (1992)
- Early Work (1994)
- The Coral Sea (1996)
- Patti Smith Complete (1998)
- Strange Messenger (2003)
- Auguries of Innocence (2005)
- Poems (Vintage Classics) của William Blake.
Biên tập và lời tựa bởi Patti Smith (2007)
- Land 250 (2008)
- Trois (2008)
- Great Lyricists; chỉnh sửa bởi Rick Moody (2008)
- Just Kids (2010)
- Hecatomb (2014) với 20 tranh minh họa bởi Jose Antonio Suarez Londono
- M Train (2015)[10]
- Devotion (2017)[11]
- The New Jerusalem (2018)
- Just Kids (sách minh họa) (2018)
- At the Minetta Lane (2018)